# Phenacopsyche vexans
Phenacopsyche vexans là một loài Trichoptera hóa thạch trong họ Odontoceridae.